# Nicky Covyn
Nicky Covyn is een Belgisch jiujitsuka en MMA-vechter.

## Levensloop
Op het Wereldkampioenschap van 2014 te Parijs behaalde hij zilver in de gewichtsklasse -69kg. Tevens behaalde hij brons op de Europese kampioenschappen te Almere in 2015.